# Jessica Boehrs
Jessica Boehrs (Magdeburgo, 5 de marzo de 1980) es una actriz alemana.

## Carrera
Boehrs comenzó su carrera como actriz en 1993 y como cantante en 1996 en la banda JessVaness. En el año 2002 fue elegida para ser la imagen del grupo alemán de musica dance Novaspace, el cual es el resultado de la unión de los nombres de dos de sus productores (Claude Nova y Fabienne Space), que junto al productor Felix Gauder formarían finalmente el grupo. Jessica Boehrs colaboraba solo como modelo de sincronización de labios o "lip sync model", en videos musicales y actuaciones en vivo, mientras la cantante Rita Orlando interpretaba secretamente las canciones en el estudio bajo contrato. Casi todos los sencillos del primer álbum de estudio "Supernova", publicado en 2003, fueron covers de otros artistas que llevarían a cabo un par de Top-10 hit-singles, incluyendo "Dancing With Tears In My Eyes" de Ultravox, "Time After Time" de Cyndi Lauper, "Guardian Angel" de Masquerade y "To France" de Mike Oldfield. En el año 2004 publicaron el segundo álbum "Cubes", en el cual Boehrs seguía prestando su imagen como modelo mientras Rita, prestaba su voz e incluso llegó a escribir la canción "Homeless". Boehrs también apareció en la película Eurotrip (2004) interpretando a Mieke. También interpretó a Nina Waldgruber en el programa de televisión alemana Schloss Einstein.

## Filmografía
| Año       | Título                           | Rol                                   | Notas                          |
| --------- | -------------------------------- | ------------------------------------- | ------------------------------ |
| 1995      | Die Kreuzfahrt                   | Katja                                 | Telefilme                      |
| 1998      | Julia - Kämpfe für deine Träume! | Melanie Knaupp                        | Telefilme                      |
| 1999      | Unschuldige Biester              | Lisa Streckmann                       | Telefilme                      |
| 1999      | Die rote Meile                   | Nadine                                | 1 episodio                     |
| 2000      | SOKO 5113                        | Lena Ries                             | 1 episodio                     |
| 2002      | Der Bulle von Tölz               | Birgit Hauser                         | 1 episodio                     |
| 2002      | Marienhof                        | Melanie Neuhaus                       | 1 episodio                     |
| 2004      | Eurotrip                         | Mieke                                 |                                |
| 2005      | Zack! Comedia nach Maß           | Varios personajes                     |                                |
| 2006      | They Know                        | Lacy                                  |                                |
| 2006      | Die Familienanwältin             | Biggi                                 | 1 episodio                     |
| 2006      | Rosamunde Pilcher                | Marian Simmons                        | 1 episodio                     |
| 2006      | One Way                          | Bartender Privilege                   |                                |
| 2006      | Love on Lake Garda               | Isabella Hofer                        | 14 episodios                   |
| 2007      | Schloss Einstein                 | Nina                                  | 3 episodios                    |
| 2008      | Ein Ferienhaus auf Ibiza         | Anja                                  | Telefilme                      |
| 2008      | Im Tal der wilden Rosen          | Cindy Kaloon                          | Episodio: "Gipfel der Liebe"   |
| 2008      | Storm of Love                    | Jana Schneider                        | 8 episodios                    |
| 2011      | Hallo Robbie!                    | Marion Schöller                       | Episodio: "Robbie hat Schwein" |
| 2010-2014 | Kreuzfahrt ins Glück             | Andrea Herbst / Manuela "Manu" Müller | 7 episodios                    |
| 2015      | Hubert und Staller               | Schwester Petra Ott                   | Episodio: "Klinisch tot"       |